# Maboula Ali Lukunku
Maboula Ali Lukunku (Kinshasa, 14 april 1976) is een Congolese profvoetballer die sinds 2008 uitkomt voor 3. Ligaclub FC Erzgebirge Aue.
Via Grenoble Foot 38 en ASOA Valence bereikte hij AS Monaco FC. In 1999 ging hij over naar Standard Luik, waar hij een vaste waarde werd. Hij versierde een toptransfer naar Galatasaray, waar hij zich echter niet goed voelde. Zijn periode bij Lille OSC zal vooral onthouden worden wegens zijn positieve dopingtest in 2004. Hij werd een half jaar geschorst. Hij ging even aan de slag bij AA Gent, nog voordat zijn positieve test bekend was geworden. AA Gent had dan ook weinig aan hem, want net voor het einde van zijn schorsing liep Lukunku een zware blessure op. In 2006 begon hij zijn conditie weer op peil te houden bij Standard Luik, waardoor hij er een eenjarig contract versierde. Na een korte periode bij RAEC Bergen kwam hij in de Duitse derde klasse terecht, bij FC Erzgebirge Aue, maar door een ruzie werd zijn contract daar midden april verbroken. 

## Clubs
- 1995-1997 :  ASOA Valence
- 1997-1998 :  AS Monaco FC
- 1998-2002 :  Standard Luik
- 2002-2004 :  Galatasaray
- 2004-2004 :  Lille OSC
- 2004-2006 :  AA Gent
- 2006-januari 2008 :  Standard Luik
- januari 2008-2008 :  RAEC Bergen
- 2008-april 2009 :  FC Erzgebirge Aue
- januari 2010 :  FC Luik
- juli 2013:  RRC Waterloo